# Paracryphiaceae
Die Paracryphiaceae bilden die einzige Pflanzenfamilie der Ordnung der Paracryphiales innerhalb der Bedecktsamigen Pflanzen. Die Familie umfasst nur drei Gattungen mit etwa 36 Arten.

## Beschreibung
Sie wachsen als Bäume oder Sträucher. Die gestielten Laubblätter sind einfach. Nebenblätter fehlen.
Die Blüten stehen in ährigen oder traubigen Blütenständen zusammen. Die Blüten sind vier- oder fünfzählig. Alle Staubblätter sind frei und fertil. 
Es sind ein bis sechs ober- bis unterständige Fruchtblätter vorhanden. Die Fruchtblätter sind zu einem ober- oder unterständigen Fruchtknoten verwachsen. 
Es werden je nach Gattung unterschiedliche Früchte gebildet. Genauere Merkmale werden bei den einzelnen Gattungen erläutert.

## Systematik und Verbreitung
Die Ordnung der Paracryphiales ist innerhalb der Euasteriden II die Schwestergruppe der Ordnung Dipsacales. Zu ihr gehört nur eine Familie, die Paracryphiaceae, in die auch die ehemaligen Familien Quintiniaceae und Sphenostemonaceae eingegliedert wurden.
Die Familie Paracryphiaceae wurde 1964 von Herbert Kenneth Airy Shaw in Kew Bulletin, 18, S. 265 aufgestellt. Typusgattung ist Paracryphia Baker f.
Die Stellung der Familie der Paracryphiaceae war lange umstritten und wird auch heute noch bei verschiedenen Autoren unterschiedlich bewertet. Die Paracryphiaceae wurde als monotypische Familie, mit der einzigen Art Paracryphia alticola, in die Ordnung Theales gestellt. Die monogenerische Familie Sphenostomonaceae, mit der Gattung Sphenostemon, stellte man zu den Celastrales oder Icacinales. Die Gattung Quintinia wurde lange Zeit zu den verholzenden Saxifragaceae oder Hydrangeaceae gestellt. Zuletzt Winkworth et al. 2008 stellt drei Gattungen in die Familie der Paracryphiaceae. So sind Quintiniaceae Doweld, Sphenostemonaceae P. van Royen heute Synonyme von Paracryphiaceae Airy Shaw. Für die Familie Paracryphiaceae wird eine eigene Ordnung Paracryphiales aufgestellt, die der Ordnung der Dipsacales nahesteht.

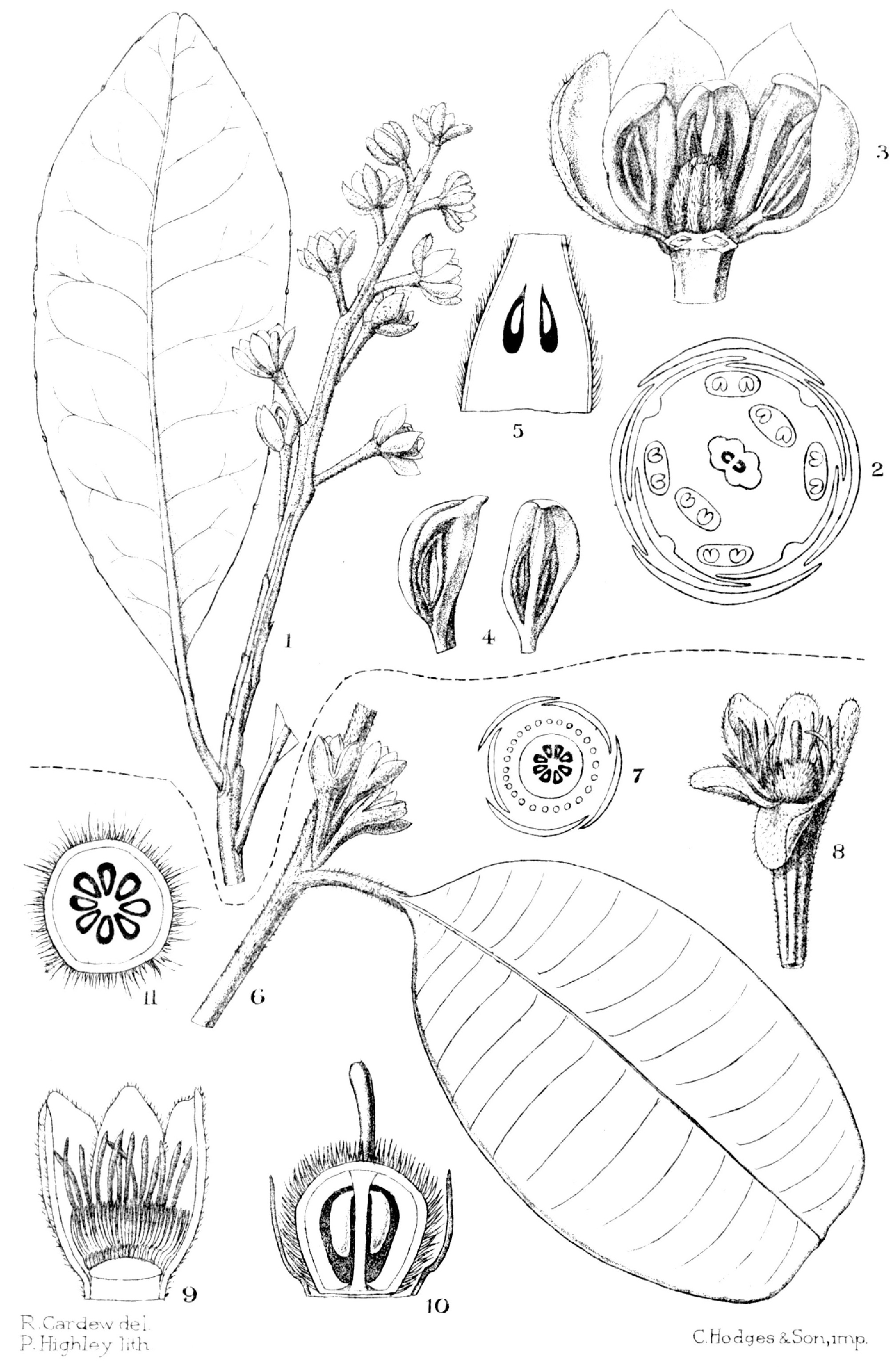
Sphenostemon comptonii, Illustration

Die Familie der Paracryphiaceae umfasst drei Gattungen mit etwa 36 Arten in den Philippinen, auf Neuguinea, Neuseeland und Neukaledonien.:
- Paracryphia Baker f.: Mit der einzigen Art:
  - Paracryphia alticola (Schltr.) Steenis: Heimat ist Neukaledonien. Sie wächst als Baum. Die mehr oder weniger quirlständigen, gestielten Blätter sind ledrig und einfach. Der Blattrand ist fein gesägt. Nebenblätter fehlen. Diese Art ist andromonözisch, es gibt also Pflanzen mit männlichen + zwittrigen Blüten. Die Blüten stehen in rispigen Teilblütenständen in ährigen Gesamtblütenständen zusammen. Die ungestielten Blüten sind vierzählig. Es sind zwei Kreis mit gleichgeformten, herzförmigen Blütenhüllblättern vorhanden. Es sind acht (bis selten elf) freie Staubblätter vorhanden. Acht bis fünfzehn Fruchtblätter sind zu einem oberständigen Fruchtknoten verwachsen. Narben gibt es in gleicher Zahl wie Fruchtblätter. Es werden Sammelbalgfrüchte mit geflügelten Samen gebildet.[4]
- Quintinia A.DC.: Mit etwa 25 Arten immergrüner Bäume und Sträucher auf den Philippinen, von Neuguinea bis Neuseeland und Neukaledonien. (weitere Informationen siehe Gattungsartikel)
- Sphenostemon Baillon: Mit etwa zehn Arten immergrüner Bäume und Sträucher in Neuguinea, Australien (Queensland) und Neukaledonien. Die ledrigen Blätter sind einfach. Die Blüten stehen in endständigen, traubigen Blütenständen zusammen. Die zwittrigen Blüten sind vierzählig. Kelchblätter sind immer vorhanden; Kronblätter können fehlen. Es sind vier bis zwölf freie, fertile Staubblätter vorhanden. Zwei Fruchtblätter sind zu einem oberständigen Fruchtknoten verwachsen. Der Griffel endet in einer kopfigen Narbe. Es werden Steinfrüchte gebildet.[5]

## Weiterführende Literatur
- Johannes Lundberg: Phylogenetic Studies in the Euasterids II. With Particular Reference to Asterales and Escalloniaceae (= Comprehensive Summaries of Uppsala Dissertations from the Faculty of Science and Technology. Bd. 676). Uppsala University, Biology, Department of Evolutionary Biology, Department of Systematic Botany, Uppsala 2001, ISBN 91-554-5191-8 (Zugleich: Uppsala, Universität, Dissertation, 2002), Online (PDF; 0,9 MB).
- Richard C. Winkworth, Johannes Lundberg, Michael J. Donoghue: Toward a resolution of Campanulid phylogeny, with special reference to the placement of Dipsacales. In: Taxon. Bd. 57, Nr. 1, ISSN 0040-0262, 2008, S. 53–65.